# George Bernard Shaw
George Bernard Shaw (født 26. juli 1856, død 2. november 1950) var en irsk skuespilforfatter og modtager af Nobelprisen i litteratur i 1925. Shaws stykker har været opført over hele verden og ofte førsteopført på Irlands nationalteater, Abbey Theatre.
Shaw var en glødende socialist i modsætning til sin livslange nære ven, forfatteren G.K. Chesterton, der var borgerlig og ortodoks katolik.
Hans teaterstykke Pygmalion (1912) er grundlaget for musicalen My Fair Lady (1956), som er grundlag for filmmanuskriptet til My Fair Lady (1964).